# Mine de diamants de Karowe
La mine de diamants de Karowe est une mine située au Botswana,,,,,,. C'est une mine à ciel ouvert. En 2021, Lucara Diamond sécurise un financement de 220 millions de dollars pour exploiter la mine en souterrain.

## Histoire
La mine de Karowe ("Karowe" est un terme local en langue sesarwa signifiant "une pierre précieuse"), située dans le nord du Botswana, est découverte en 1970 par De Beers, qui découvre également la mine de diamants d'Orapa, la première mine de diamants du pays, ainsi que trois autres mines au milieu des années XXe siècle.
De Beers découvre le kimberlite A/K6, mais son évaluation initiale montre une faible importance économique, la mine n'ayant qu'une superficie de 3,4 hectares. La propriété change de mains trois fois. En 2009, De Beers vend ses 70 % de participation dans la mine à la société canadienne Lucara Diamond pour 49 000 000 dollars américains. Plus tard, Lucara acquiert la pleine propriété de la mine.
La mine est mise en service en 2012. En juin, la première vente de diamants bruts de la mine a lieu. En général, les premières années de production se passent mieux.
La société utilise des équipements modernes, ce qui leur permet de récupérer de gros diamants pour lesquels la mine est connue. Un des équipements est la technique de transmission par rayons X (XRT), introduite en 2015, qui a ensuite permis la récupération de plusieurs diamants de plus de 300 carats ou 60 grammes chacun.
À la mi-2018, la mine emploie plus de 800 personnes, dont plus de 98 % sont des citoyens locaux Tswana.

## Découvertes de diamants notables
En 2015, sept diamants de plus de 300 carats sont récupérés dans la mine; trois d'entre eux en une semaine en novembre : "Lesedi La Rona" (à l'origine 1 111 carats ; après nettoyage, 1 109 carats) "The Constellation" (803 carats) et une gemme non nommée de 374 carats. Avec le diamant "Queen of the Kalahari" de 342 carats récupéré plus tôt, tous ces diamants, d'un poids combiné de 2 638 carats, sont vendus pour 154 000 000 dollars américains.
Notamment, "Lesedi La Rona" (terme en tswana pour "Notre Lumière") est alors le deuxième plus gros diamant brut de qualité gemme au monde, après le Cullinan Diamond découvert en 1905 dans l'actuelle Afrique du Sud,. En même temps, il est aussi le plus grand diamant du Botswana, surpassant celui trouvé à la mine de Jwaneng en 1993. En 2017, il est vendu au joaillier basé à Londres, Graff, pour 53 000 000 dollars,.
Lucara bat par la suite son propre record de découverte à deux reprises,. En 2019, Sewelô, un diamant de 1 758 carats,, est trouvé dans la même mine. Il est ensuite acheté par la marque française Louis Vuitton pour un montant non divulgué,.
Le 22 août 2024, Lucara annonce la découverte d'un diamant brut de 2 492 carats. Actuellement, il s'agit du deuxième plus gros diamant de qualité gemme jamais trouvé et, selon le gouvernement du Botswana, le plus grand jamais découvert dans le pays.